# K League 1983
La Superliga de Corea 1983 fue la 1.ª temporada de la K League. Contó con la participación de cinco equipos. Dos de ellos eran equipos profesionales (Hallelujah y Yukong Elephants), y tres de ellos eran conjuntos amateurs (POSCO, Daewoo y Kookmin Bank). El torneo comenzó el 8 de mayo y terminó el 25 de septiembre de 1983.
El campeonato se disputó en dos etapas: la primera se llevó a cabo en cinco ciudades (Seúl, Busan, Daegu, Jeonju y Daejeon), mientras que en la segunda se jugó en otras cuatro sedes adicionadas a las de la primera parte (Gwangju, Chuncheon, Masan y Andong). El campeón fue Hallelujah. Por otra parte, salió subcampeón Daewoo.

## Reglamento
El torneo se disputó en un formato de todos contra todos a doble ida y vuelta, de manera tal que cada equipo debió jugar dos partidos de local y dos de visitante contra sus otros cuatro contrincantes y quedar libre en cuatro fechas. Una victoria se puntuaba con dos unidades, mientras que el empate valía un punto y la derrota, ninguno.
Para desempatar se utilizaron los siguientes criterios:
1. Puntos
2. Diferencia de goles
3. Goles anotados
4. Resultados entre los equipos en cuestión

## Equipos participantes
| Equipo          | Representación                                    | Símbolo  | Procedencia           |
| --------------- | ------------------------------------------------- | -------- | --------------------- |
| Hallelujah FC   | Gangwon Chungcheong del Sur Chungcheong del Norte | Águila   | Club profesional      |
| Yukong Kokkiri  | Seúl Incheon Gyeonggi                             | Elefante | Club profesional      |
| POSCO Dolphins  | Daegu Gyeongsang del Norte                        | Delfín   | Liga empresarial (1º) |
| Kookmin Bank FC | Jeolla del Norte Jeolla del Sur                   | Urraca   | Liga empresarial (2º) |
| Daewoo Royals   | Busan Gyeongsang del Sur                          | Corona   | Liga empresarial (4º) |

## Tabla de posiciones
| Pos. | Equipo            | Pts. | PJ | G | E | P  | GF | GC | Dif. | Clasificación |
| ---- | ----------------- | ---- | -- | - | - | -- | -- | -- | ---- | ------------- |
| 1    | Hallelujah FC (C) | 26   | 16 | 6 | 8 | 2  | 28 | 20 | +8   | Campeón       |
| 2    | Daewoo            | 25   | 16 | 6 | 7 | 3  | 21 | 14 | +7   |               |
| 3    | Yukong Elephants  | 22   | 16 | 5 | 7 | 4  | 26 | 22 | +4   |               |
| 4    | POSCO             | 22   | 16 | 6 | 4 | 6  | 21 | 21 | 0    |               |
| 5    | Kookmin Bank FC   | 11   | 16 | 3 | 2 | 11 | 11 | 30 | −19  |               |

 Fuente: South Korea 1983

## Campeón
|                                   |
|                                   |
| Campeón Hallelujah FC 1.er título |